# Affaire Rhodia
 (janvier 2022).
L'affaire Rhodia est un scandale politico-financier français concernant la séparation, en 1999, des branches chimie, devenue Rhodia, et pharmacie, devenue Aventis, du groupe Rhône-Poulenc. Cette affaire fait beaucoup de bruit car elle pourrait impliquer des hommes politiques et des banquiers de premier plan.

## Le fond de l'affaire
L'enquête fait suite à une plainte contre X pour « présentation de comptes inexacts, diffusion d'informations fausses ou mensongères, délit d'initié et recel de délit d'initié ». Le parquet requiert ainsi, le 21 octobre 2004, l'ouverture d'une information judiciaire contre X, relative aux comptes de Rhodia de 1999 à 2002.
À l'origine de la plainte, deux actionnaires déçus de Rhodia : le banquier Édouard Stern, assassiné à son domicile à Genève le 28 février 2005, et le financier Hugues de Lasteyrie décédé le 13 juillet 2007 à Paris d'un infarctus foudroyant,. Hugues de Lasteyrie, qui avait dénoncé à l'époque une « manœuvre grossière », soupçonne Aventis, la société née de la fusion entre Rhône-Poulenc et Hoechst, d'avoir dissimulé la situation réelle de l'entreprise au moment de sa vente,. Les deux hommes ont déposé chacun de leur côté une plainte contre X, la première datant de mai 2003 auprès du tribunal de grande instance de Nanterre.
Au moment de sa filialisation, Rhodia a reçu un certain nombre de passifs qui n'étaient pas provisionnés de façon suffisante dans les comptes, notamment des sites industriels à dépolluer, ainsi que les retraites de certains salariés.
Les soupçons portent en particulier sur l'acquisition en 1999 de la société britannique Albright & Wilson : celle-ci aurait été achetée malgré des pertes cachées afin de doper le cours de l'action Rhodia au moment où Aventis l'a placée sur le marché.
En décembre 1999, Daniel Lebard est nommé PDG d'Albright & Wilson. Il est chargé de gérer la société britannique pour quelques mois en toute indépendance par rapport à Rhodia et Rhône-Poulenc pendant sa phase finale d'acquisition et le temps d'obtenir les autorisations administratives nécessaires. Réclamant une rémunération de l'ordre de 100 millions de francs pour cette responsabilité, il est limogé à ce moment. Dès lors il ne cesse d'interroger ces deux sociétés sur la sincérité des prospectus présentés aux marchés. Il demande alors à la Supreme Court of the State of New York de se pencher sur des manœuvres éventuelles de Rhône-Poulenc, Rhodia et d'autres afin de tromper, avec le rachat de Albright & Wilson, les actionnaires de Rhodia au profit de Rhône-Poulenc. Suivant les plaidoiries de défense de Rhodia, la Cour avait alors jugé que le cas ne relevait pas de la juridiction de l'État de New York et l'affaire n'avait jamais été jugée sur le fond,.
L'instruction française de l'affaire est relayée par les résultats d'une analyse de l'Autorité des marchés financiers (AMF) qui conclut à des irrégularités comptables entre 2000 et 2003. En juin 2007, l'AMF inflige une amende de 750 000 euros à Rhodia et de 500 000 euros à son ancien PDG Jean-Pierre Tirouflet.
Le 27 juin 2008, ce dernier est mis en examen par les juges Jean-Marie d'Huy et Henri Pons, à la suite de la plainte contre X... déposée en 2004 par Hugues de Lasteyrie et Edouard Stern. Jean-Pierre Tirouflet est accusé de « diffusion d'informations fausses ou mensongères sur la situation d'un émetteur coté sur un marché réglementé, délit d'initié et recel de délit d'initié ». Ce dernier accuse Daniel Lebard de tenir des propos « mensongers » parce qu'il n'accepte pas le fait qu'on lui ait refusé des rémunérations « extravagantes » quand il dirigeait Albright & Wilson pour le compte de Rhodia.
En octobre 2008 sort le livre de Daniel Lebard, L'Affaire : L'histoire du plus grand scandale financier français, dans lequel il accuse l’Autorité des marchés financiers d’avoir nié l'implication de grands noms comme l'ancien patron de Rhône-Poulenc, Jean-René Fourtou, ou bien l'ancien administrateur de Rhodia, Thierry Breton. En 2010, Thierry Breton obtient la condamnation pour diffamation de Daniel Lebard, l'auteur du livre sur l'affaire Rhodia.
Un non-lieu est finalement rendu en octobre 2015 par la juge Claire Thépaut qui considère qu'il est impossible de poursuivre deux fois pour les mêmes faits. Un non-lieu est aussi rendu concernant les conditions de départ de Jean-Pierre Tirouflet en 2003 qui avait bénéficié d’une indemnité de départ de 2,1 millions d’euros et de 5,3 millions d’euros de retraite complémentaire.

## Association de Thierry Breton à l'affaire
Thierry Breton est l'un des administrateurs de Rhodia entre 1998 et 2002. Il est également président du comité d'audit du conseil d'administration, comité n'ayant pas de responsabilité juridique propre ou différenciée par rapport au conseil d'administration, contrairement à ce que les plaignants n'ont eu de cesse d'« insinuer » dès lors que Thierry Breton est devenu ministre en 2005, « tentant d'utiliser la notoriété de ce dernier pour donner du relief à leurs griefs ».
Thierry Breton déclare en juin 2005 n'avoir « rien à voir et encore moins à se reprocher » dans l'affaire Rhodia. Ses déclarations présentent Edouard Stern et Hughes de Lasteyrie, les deux actionnaires minoritaires qui ont engagé une action contre Rhodia, comme « des financiers internationaux dont la spécialité est d'entrer dans le capital de sociétés en difficulté et d'en tirer le maximum de profits » suscite la réaction des plaignants. La famille du banquier Édouard Stern se dit en effet « indignée » par les déclarations du ministre. « Ramener l'investissement dans une société à une action de pillage est insupportable. Doit-on rappeler que, dans l'affaire Rhodia, Édouard Stern a perdu 78 millions d'euros quand M. Breton, lui, dans le même temps, en gagnait 3 dans cette société ? », déclare Karel Van Riel, responsable du fonds d'investissement IRR, une des sociétés d'Édouard Stern.
Cette assertion est ensuite catégoriquement démentie par Thierry Breton tant sur la forme, celui-ci réfutant totalement le vocable de « pillage » qui lui est attribué, que sur le fond, le ministre rappelant en particulier que n'ayant jamais été salarié de Rhodia, il n'a jamais « gagné 3 millions dans cette société ».

## Interrogation au Parlement européen
L'eurodéputé vert français Alain Lipietz, lors de la remise de son Rapport sur la politique de la concurrence en 2004 au Parlement européen, demande une commission d'enquête sur l'attitude de la Commission européenne dans cette affaire. Le rapporteur demande à la Commission européenne d'expliquer pourquoi la direction de la concurrence de la Commission n'a pas respecté le Règlement spécifique de la Concurrence en ne relevant pas le manque de viabilité de Rhodia pendant qu'elle était sous sa surveillance et l'accuse, entre autres, d'avoir fourni à Aventis trois autorisations dans des conditions litigieuses voire illégales ayant contribué à faciliter une manipulation des marchés.

## Chronologie de l'affaire
| date            |  | évènement | Cours approximatif de l'action Rhodia (Paris) |
| janvier 1998    |  | Rhône Poulenc filialise son pôle chimie qui devient Rhodia et fusionne avec Hoechst pour devenir Aventis                                                                                                   |                                               |
| avril 1998      |  | Prise de fonction de Thierry Breton comme administrateur du groupe |                                               |
| juin 1998       |  | Entrée en Bourse de Rhodia | 21 €                                          |
| Juillet 1999    |  | Autorisation a priori du rachat de A&W par la commission européenne (décision 1517), autorisation également de la fusion Rhone-Poulenc/Hoechst en échange de la séparation de RP et Rhodia (décision 1378) | 20 €                                          |
| juin 1999       |  | Rhodia certifie dans son document 20-F 1998 du 29 juin 1999 que Rhodia rachèterait peut-être A&W à prix de marché                                                                                          | 21 €                                          |
| 14 octobre 1999 |  | Restitution de lignes de crédit à Aventis par Rhodia | 19 €                                          |
| 15 octobre 1999 |  | Mise sur le marché de 40 % de Rhodia par Aventis | 17,50 €                                       |
| mars 2000       |  | Rachat définitif de Albright & Wilson, au prix convenu à l'avance (qui n'était donc pas le prix de marché), contrairement à ce qui était certifié dans le document SEC du 29 juin 1999                     | 18 €                                          |
| juin 2001       |  | Dissimulation dans document SEC sur les comptes 2000 du Rhodia du 27 juin 2001 du fait que l'acquisition de A&W a été effectuée à prix convenu                                                             | 10 €                                          |
| septembre 2002  |  | Fin des fonctions de Thierry Breton | 7 €                                           |
| mars 2003       |  | Reprise définitive par Rhodia de tous les passifs environnementaux passés de Aventis | 5 €                                           |
| printemps 2003  |  | Dépôt de plainte contre X par Edouard Stern, ouverture de l'enquête de l'AMF | 5 €                                           |
| octobre 2003    |  | Démission du PDG de Rhodia : Jean-Pierre Tirouflet | 5 €                                           |
| janvier 2004    |  | Cas unique de modification par la Commission européenne de sa décision 1378 d'août 1999 en ce qui concerne la vente de Rhodia par Aventis                                                                  | 3 €                                           |
| août 2004       |  | Dépôt de plainte contre X par Hugues de Lasteyrie | 1,50 €                                        |
| octobre 2004    |  | Ouverture de l'instruction judiciaire pour « présentation de comptes inexacts, diffusion d'informations boursières fausses et mensongères, délit d'initié et recel de délit d'initié »                     | 1,50 €                                        |
| 28 février 2005 |  | Assassinat de Edouard Stern | 2 €                                           |
| 27 juin 2005    |  | Perquisition dans les bureaux à Bercy et au domicile du ministre de l'Économie Thierry Breton, aux sièges de Rhodia, de Canal +, de Thomson, de Vivendi Universal et au domicile de Jean-René Fourtou      | 1,50 €                                        |
| 13 juillet 2007 |  | Décès d'Hugues de Lasteyrie | ?? €                                          |
| 27 juin 2008    |  | Jean Pierre Tirouflet est mis en examen | ?? €                                          |
| Octobre 2015    |  | Un non-lieu est finalement rendu en octobre 2015 par la juge Claire Thépaut | ?? €                                          |

### Articles de presse
- L'Expansion : L'affaire Rhodia rattrape Thierry Breton à Bercy
- Libération : Dérèglements de comptes chez Rhodia
- VerbalKint: Le champ légal de leurs activités?
- Sophie Caillat, « L'affaire Rhodia, « un complot de l'establishment » », sur Rue89, nouvelobs.com, 22 octobre 2008
- La Commission européenne éclaboussée par l'affaire Rhodia (L'Observatoire de l'Europe)

### Sources
- Alain Lipietz : Justificatif pour une commission d'enquête parlementaire